# Рамстедт, Теему
Теему Рамстедт (фин. Teemu Ramstedt;  9 декабря 1987 года, Хельсинки) — финский хоккеист, центральный нападающий.

## Карьера
Теему Рамстедт начал свою карьеру в родном городе в молодёжной команде ХИФКа. В сезоне 2005/2006 он дебютировал в СМ-лиге в составе ХИФКа. Одновременно Теему Рамстедт выступал за молодёжную сборную Финляндии во второй по силе финской лиге — Местисе, сыграв там шесть матчей.
С 2006 по 2008 год он играл за ТПС из Турку в роли центрального нападающего. С сезона 2008/2009 Теему вернулся в родной ХИФК и в 2011 году стал чемпионом Финляндии.
В сезоне 2011/2012 Теему выступал за Эспоо Блюз, а в январе 2013 года он перешёл в СКА.
15 мая 2013 года был обменян в пражский «Лев» в обмен на права нападающего Романа Червенки.
13 августа 2013 года «Лев» расторг контракт с Рамстедтом
10 июня 2016 года «Амур» подписал контракт с финским форвардом Рамстедтом.